# USS ABSD-3
L' USS ABSD-3, plus tard rebaptisé AFDB-3, était un grand dock flottant auxiliaire à neuf sections, non automoteur, de l'US Navy.Advance Base Sectional Dock-3 (Auxiliary Floating Dock Big-3) a été construit en sections en 1942 et 1943 : chaque section pesait 3 850 tonnes et mesurait 23,35 m de long. Chaque section avait une poutre de 50,30 m, une profondeur moulée de 22,80 m et une capacité de levage de 10 000 tonnes). Avec les neuf sections jointes, il mesurait 257 m de long, et avec une largeur intérieure libre de 75 m. ABSD-3 avait une grue mobile d'une capacité de 15 tonnes avec un rayon de 25,90 m et deux barges de soutien ou plus. Les deux parois latérales étaient rabattues pendant le remorquage pour réduire la résistance au vent et abaisser le centre de gravité. ABSD-3 avait six cabestans pour la traction. Il y avait également quatre compartiments de ballast dans chaque section,.
ABSD-3 a été livré à l'US Navy en avril 1944 et a été mis en service le 27 octobre 1944.

## Construction
Les neuf sections qui composaient le quai ABSD-3 ont été construites dans quatre chantiers navals différents, pour accélérer la construction :
- Section A : Pollock-Stockton Shipbuilding Company (en) à Stockton en Californie,
- Sections B et F : Everett-Pacific Shipbuilding & Dry Dock Company (en) à Everett, État de Washington,
- Sections C et E : Chicago Bridge & Iron Company à Morgan City en Louisiane,
- Sections D, G, H et I : Pittsburgh-Des Moines Steel Co. (en) à Pittsburgh en Pennsylvanie.

## Seconde Guerre mondiale
L'Auxiliary floating dock ABSD-3 est mis en service le 27 octobre 1944 sur le Théâtre du Pacifique de la Seconde Guerre mondiale. Il a été remorqué par sections jusqu'à la base navale de Guam, au Apra Harbor, dans les îles Mariannes. Après l'assemblage, il a été mis en service pour réparer les navires à Guam avec l'USS ABSD-6.
Sur une île du port de Guam, l'US Navy a construit un casernement pour les équipages des ABSD-3 et ABSD-6, où se trouvaient des fournitures, une salle de cinéma, une salle à manger, des clubs d'officiers, une salle de cinéma et un club enrôlé. La base a été construite principalement avec des cabanes Quonset.
Les réparations les plus importantes à Guam ont été celles du cuirassé USS Pennsylvania (BB-38) vers la fin de la Seconde Guerre mondiale ; le navire a été touché par une attaque kamikaze au large d'Okinawa le 12 août 1945. En raison de son tirant d'eau de 8,80 m à pleine charge, le cuirassé a dû décharger une grande partie de ses munitions et de son mazout avant d'entrer dans l'ABSD-3. Le cuirassé USS Idaho (BB-42) y a également été réparé après une attaque kamikaze le même jour.
Capable de soulever 90 000 tonnes, ABSD-3 pourrait soulever de grands navires tels que des porte-avions, des cuirassés, des croiseurs et de grands navires auxiliaires, hors de l'eau pour réparation sous la ligne de flottaison, et en même temps pour réparer plusieurs petits navires sur ses flancs. Les navires utilisés en permanence pendant la guerre doivent être réparés à la fois contre l'usure et contre les dommages de guerre causés par les mines navales et les torpilles. Les gouvernails et les hélices sont mieux entretenus sur les cales sèches. Sans ABSD-3 et ses navires jumeaux, dans des endroits éloignés, des mois pourraient être perdus dans un navire retournant à un port d'attache pour réparation. ABSD-3 avait des centrales électriques, des pompes de ballast, des ateliers de réparation et des ateliers d'usinage, et pouvait être autonome. ABSD-3 disposait de deux grues mobiles sur rail capables de soulever des tonnes de matériaux et de pièces, pour retirer les pièces endommagées et installer de nouvelles pièces.
Le premier navire réparé à Guam était le 5 mars 1945 et le dernier navire le 5 mars 1946, après un an de fonctionnement.

### Certains des navires réparés
- Le transporteur de troupes USS Napa (APA-157) (en)
- Le croiseur lourd USS Minneapolis (CA-36)
- Le cuirassé USS Idaho (BB-42)
- Le cuirassé USS South Dakota (BB-57)
- Le cuirassé USS Arkansas (BB-33)
- Le croiseur lourd USS Pittsburgh (CA-72) (en) de classe Baltimore
- Le transport d'hydravions USS St. George (AV-16) (en)

## Après la guerre
Après la guerre, ABSD-3 a été retiré du service de l'US Navy le 1er avril 1946. Certaines sections ont été désaffectées dans la flotte de réserve de l'Atlantique à Green Cove Springs, en Floride. Certaines sections ont été entreposées dans la flotte de réserve de la James River de 1979 à 1982.
ABSD-3 a été rayée du Naval Vessel Register le 1er août 1981.
Le 1er avril 1982, huit sections ont été vendues à la Bath Iron Works à Bath, dans le Maine. Bath Iron Works a utilisé le quai pour soulever de nouveaux destroyers lance-missiles (DDG) afin d'installer des dômes de sonar sur la proue des nouveaux navires. L'USS Samuel B. Roberts (FFG-58) (en) était l'un des navires desservis à Bath Iron Works en mai 1998. Bath Iron Works a construit une nouvelle installation de forme de radoub et n'a plus eu besoin d'ABSD-3.
En 1999, ABSD-3 a été vendu, puis en 2000 déplace en deux pièces (quatre sections) avec le navire de transport lourd MV Blue Marlin vers un chantier naval à Rijeka, en Croatie.

## Décoration
- American Campaign Medal
- Asiatic-Pacific Campaign Medal
- World War II Victory Medal
- National Defense Service Medal

## Galerie

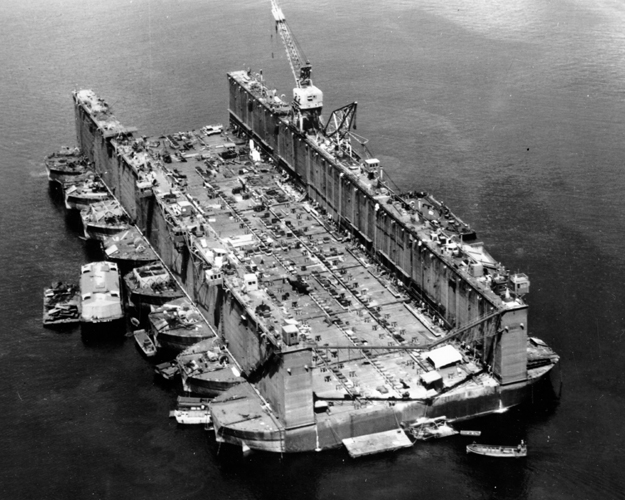
USS ABSD-3 à Guam en 1945
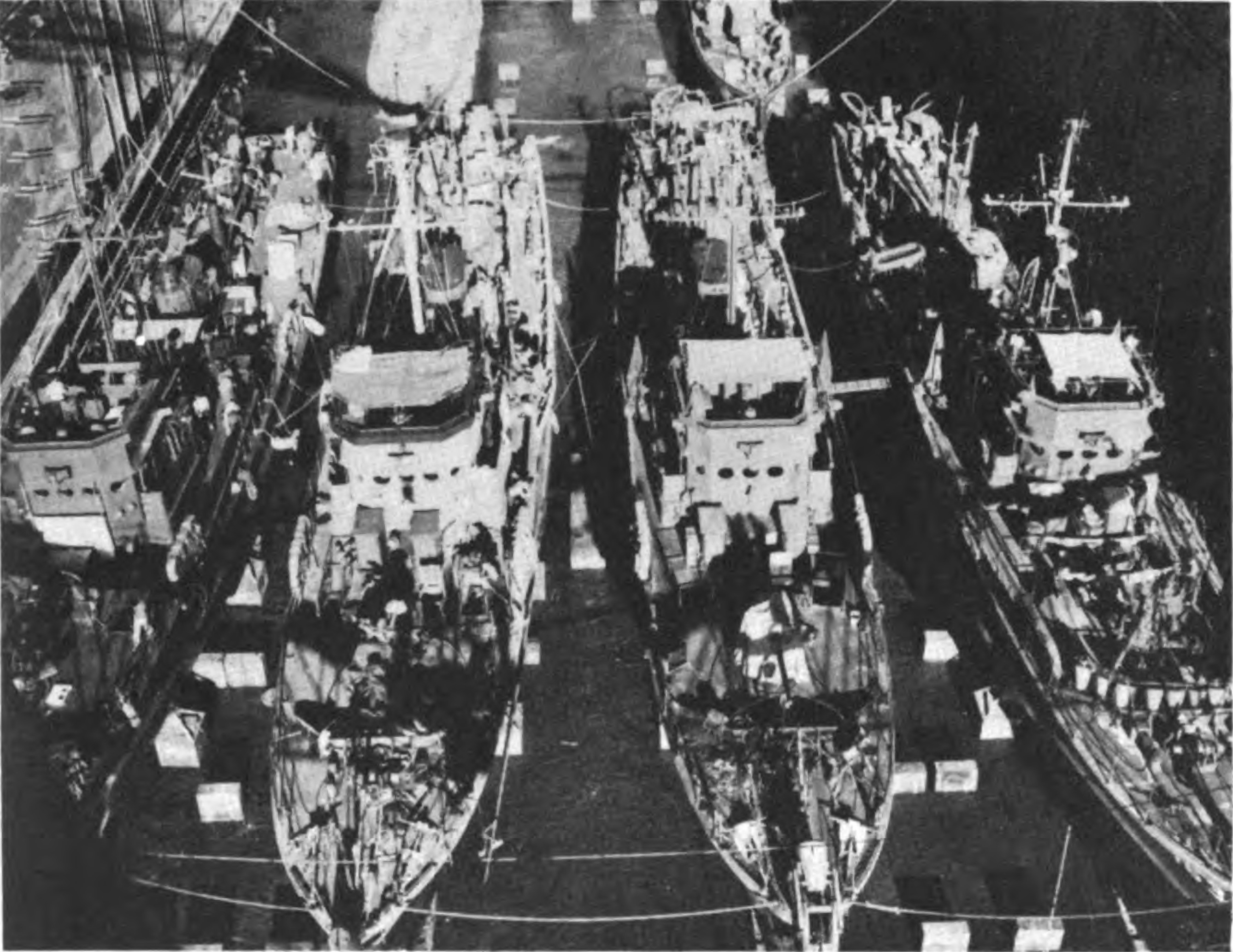
Plusieurs navires sur l'ABSD-3 (juin-juillet 1945)

### Liens connexes
- Liste des navires auxiliaires de l'United States Navy
- Base navale de Guam
- Théâtre du Pacifique de la Seconde Guerre mondiale